# Hypoedaleus guttatus
El batará goteado (en Argentina y Paraguay) (Hypoedaleus guttatus), también denominado choca grande (en Argentina), es una especie de ave paseriforme de la familia Thamnophilidae. Es el único miembro del género Hypoedaleus. Es endémico en el noreste de Argentina, sudeste de Brasil y este de Paraguay.

## Distribución y hábitat

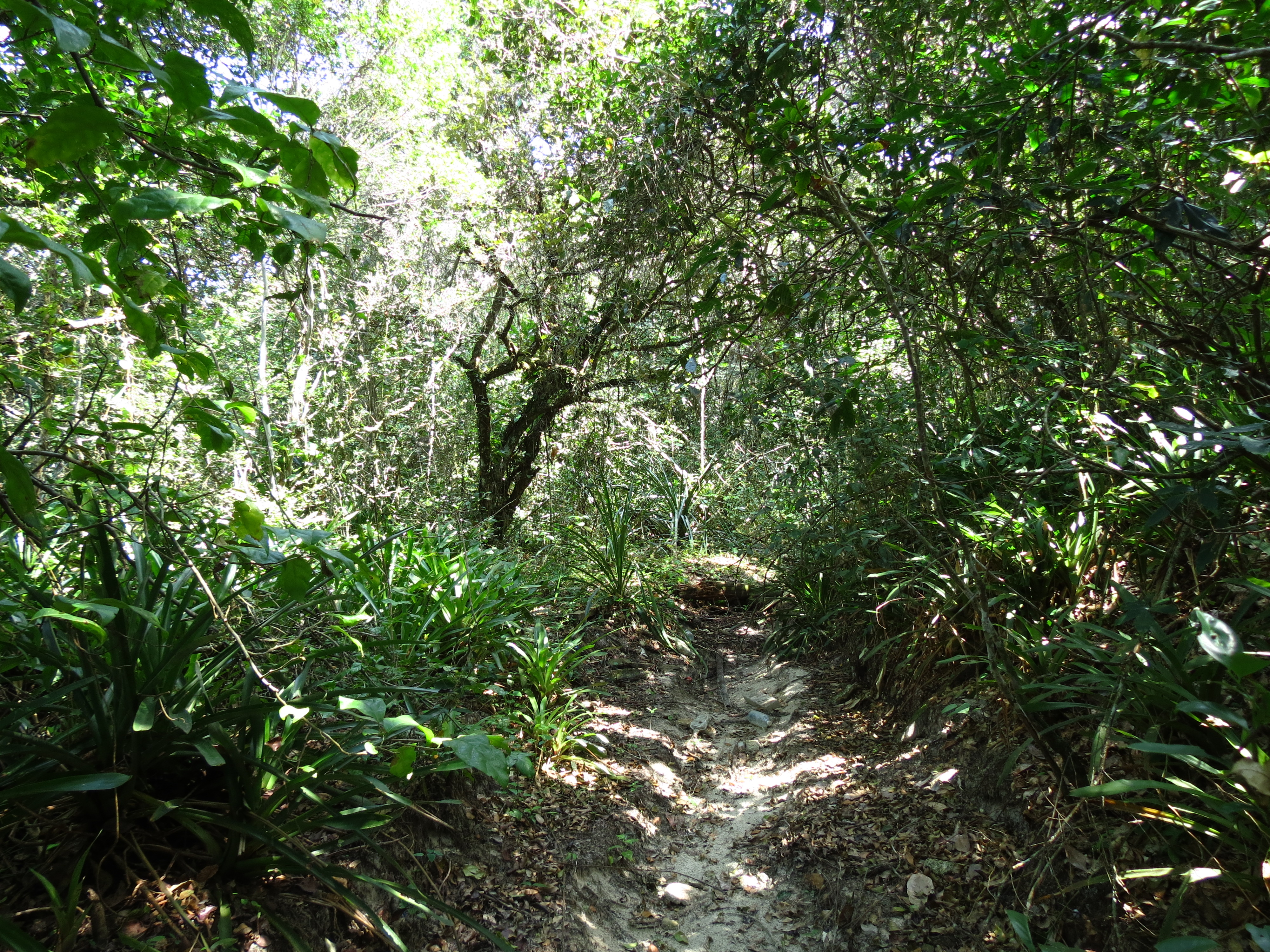
Mata en el parque estatal Restinga de Bertioga, São Paulo, Brasil, ejemplo de hábitat de la especie.

Se distribuye en el este y sureste de Brasil (este de Alagoas y este de Bahía hacia el sur hasta el extremo este de Mato Grosso do Sul, Santa Catarina y norte de Río Grande do Sul), este de Paraguay (al este del río Paraguay; un registro en la orilla occidental, en el sureste de Alto Paraguay) y extremo noreste de Argentina, en Misiones y extremo noreste de Corrientes.
Es poco común, pero puede ser localmente bastante común, en el subdosel y en los bordes de selvas húmedas hasta los 900 m de altitud, en bosques mesófilos y semi-caducifolios de la Mata Atlántica.

## Descripción

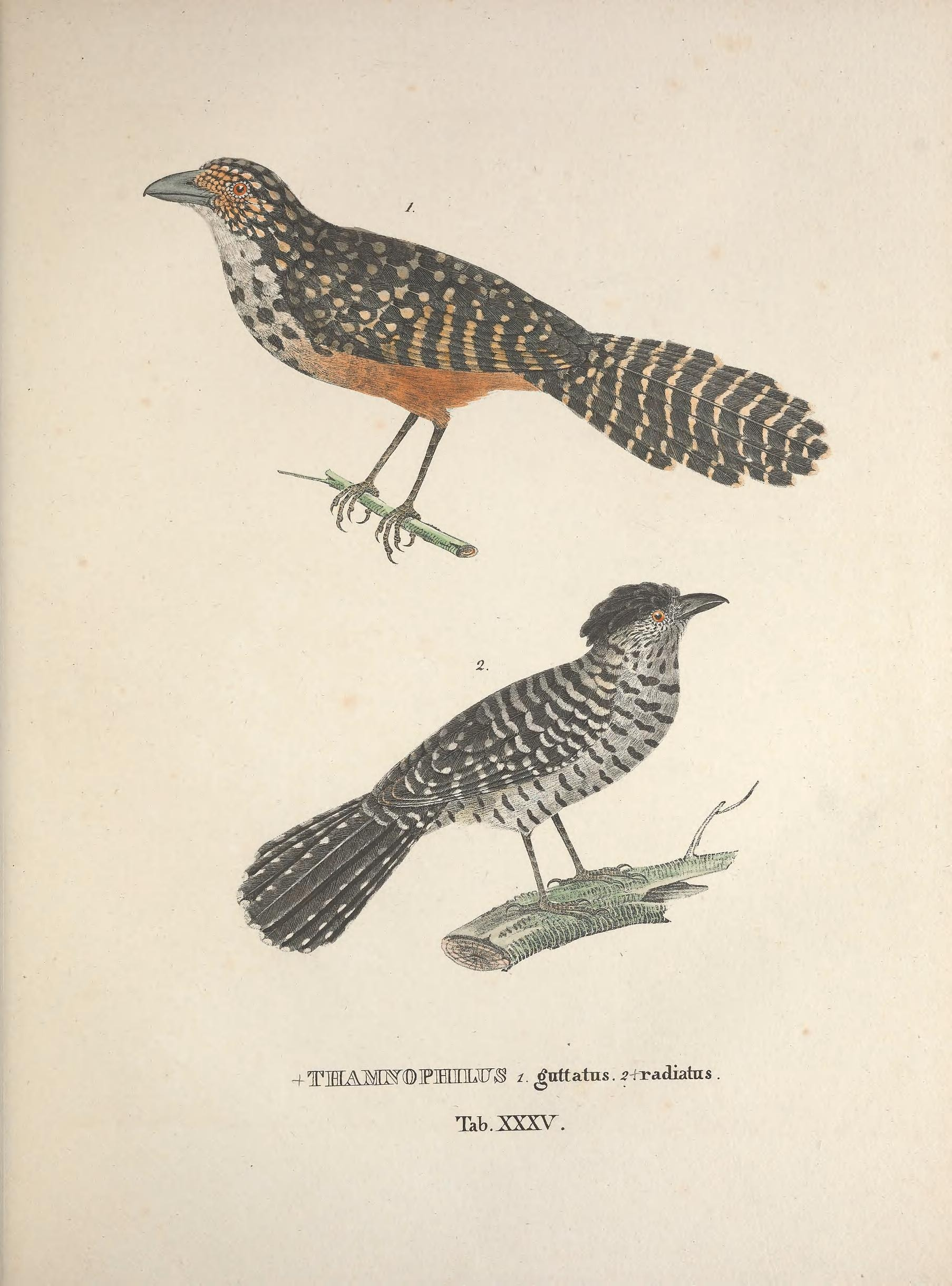
Hypoedaleus guttatus (arriba), ilustración de Matthias Schmidt para Spix Avium species novae, quas in itinere per Brasiliam, 1825.

Mide 20,5 cm de longitud y pesa entre 36 y 41 g. El pico es fuerte con un gancho en la punta. El macho es negro por arriba, todo manchado de blanco, la corona un poco más rayada y la face más escamada; alas y cola barradas de blanco. Por abajo es blanco, la lateral del pecho manchada de negro, flancos y crissum anaranjados. La hembra tiene las partes superiores manchadas de pardo y por abajo es lavada de anaranjado. Las aves norteñas tienden a ser más blancas por abajo, con menos anaranjado. El pico es grisáceo con tinte celeste. Las patas gris celestes. El iris es pardo oscuro.

## Comportamiento
Es arborícola. Anda solitario o en pareja, casi siempre forrajea oculto entre el follaje a una altura de 6 a 15 m en el estrato superior, siendo visto sobre todo al cantar. Ocasionalmente puede juntarse a bandadas mixtas y entonces aparece, a veces, en el borde del bosque. Raramente sigue regueros de hormigas legionarias.

### Alimentación
Su dieta consiste de artrópodos que busca entre el follaje de árboles tomados por lianas, a partir de perchas verticales.

### Reproducción
Se desconoce su nido. Los huevos son blancos con puntos y finas rayas violáceas irregulares y puntos negruzcos mayores.

### Vocalización
El canto, característico, es un trinado aflautado, sonoro, que va ganando intensidad e dura unos 5 segundos. Los llamados, un “pí-iiiiiiu” penetrante y un “chrrt” abrupto, descendiente.

## Sistemática

### Descripción original
La especie H. guttatus fue descrita por primera vez por el naturalista francés Louis Pierre Vieillot en 1816 bajo el nombre científico Thamnophilus guttatus; localidad tipo «Río de Janeiro, Brasil».
El género Hypoedaleus fue descrito por los ornitólogos alemanes Jean Cabanis y Ferdinand Heine, Sr. en 1859.

### Taxonomía
Los ejemplares más pálidos (Alagoas al sur hasta Espírito Santo) fueron descritos como la subespecie leucogaster, pero aparentemente existe una amplia zona de integradación con las poblaciones sureñas, con ambos extremos de coloración y también los intermediarios ocurriendo en São Paulo; por lo tanto, la división en subespecies es considerada inválida. Es monotípica.